# Sant Miquel d'Argelaguer

Sant Miquel d'Argelaguer, respecte del terme de Castellcir

Sant Miquel d'Argelaguer és una antiga capella del terme municipal de Castellcir, al Moianès.
Està situada al paratge de Vilacís, a prop i al nord-oest de Ca l'Antoja, al nord-est de l'actual poble de Castellcir i al nord de l'església parroquial antiga de Sant Andreu de Castellcir.
Només se'n conserven unes ruïnes.
Se'n té esment des del 1229, quan rep a través del testament de Guillema de Castellcir unes donacions.